# ستويان فرانيش
ستويان فرانيش (بالبوسنوية: Stojan Vranješ)‏ (بالصربية: Стојан Врањеш)‏ هو لاعب كرة قدم بوسني وصربي في مركز الوسط، ولد في 11 أكتوبر 1986 في بلغراد في صربيا. شارك مع منتخب البوسنة والهرسك تحت 17 سنة لكرة القدم ومنتخب البوسنة والهرسك تحت 21 سنة لكرة القدم ومنتخب البوسنة والهرسك لكرة القدم. أما مع النوادي، فقد لعب مع سي إس باندوري تارغو جيو وسي إف آر كلوج وليخيا غدانسك وليغيا وارسو ونادي بوراتس بانيا لوكا ونادي فويفودينا.

## وصلات خارجية
- ستويان فرانيش على موقع إي إس بي إن إف سي (الإنجليزية)
- ستويان فرانيش على موقع قاعدة بيانات كرة القدم.إي يو (الإنجليزية)
- ستويان فرانيش على موقع ناشيونال فوتبول تيمز (الإنجليزية)
- ستويان فرانيش على موقع Soccerbase.com (لاعب) (الإنجليزية)
- ستويان فرانيش على موقع Soccerway.com (الإنجليزية)
- ستويان فرانيش على موقع عالم كرة القدم.نت (الإنجليزية)
- ستويان فرانيش على موقع AS.com (الإسبانية)